# Мунгия, Антонио
Анто́нио Мунги́я Фло́рес (исп. Antonio Munguía Flores; 27 июня 1942, Мехико — 8 января 2018, Мехико) — мексиканский футболист, участник ЧМ-1970.

## Биография

### Клубная карьера
Мунгия начинал карьеру в клубе «Некакса», в котором отыграл четыре сезона, выиграв в 1966 году в составе этой команды Кубок Мексики.
Затем он перешёл в «Крус Асуль», в котором играл шесть сезонов, выиграв с командой 3 чемпионских титула, 3 титула Кубка чемпионов КОНКАКАФ, а также трофей Чемпион чемпионов Мексики в 1969 году. Его последним клубом в карьере была «Толука», отыграв сезон в которой он закончил карьеру.

### Карьера в сборной
В составе сборной Мексики сыграл во всех 4 матчах своей сборной на ЧМ-1970. Всего за сборную Мексики сыграл 44 матча, в которых не забил ни одного мяча.

### Смерть
Скончался в Мехико 8 января 2018 года в возрасте 75 лет.

## Достижения
«Некакса»
- Обладатель Кубка Мексики (1): 1966

«Крус Асуль»
- Чемпион Мексики (3): 1968/69, 1970, 1971/72
- Обладатель Кубка Мексики (1): 1968/69
- Обладатель Чемпион чемпионов Мексики (1): 1969
- Обладатель Кубка чемпионов КОНКАКАФ (3): 1969, 1970, 1971